# Krapina
Krapina è una cittadina della Croazia, capoluogo della regione di Krapina e dello Zagorje.
Si trova lungo il fiume Krapinica, nella regione storica di Hrvatsko Zagorje, a circa 55 km dalla capitale Zagabria.
Ha dato i natali a Mirko Drazen Grmek, storico della medicina.

## Storia
L'uomo è presente in questo luogo da un lontano passato che va da 125 000 a 50 000 anni testimoniato. Infatti nel 1899 l'archeologo e paleontologo Dragutin Gorjanovic-Kramberger scoprì sulla collina di Hušnjak, nei dintorni occidentali della città, fino a 900 fossili di uomini di Neanderthal, alcuni dei quali risalenti a 125 000 anni fa. 
Questo sito ricevette il Marchio del patrimonio europeo.
Il nome della città è strettamente correlato al fiume Krapinica, che una volta abbondava di carpe. Infatti nel dialetto caicavo il pesce carpa è chiamato Krap.
I primi documenti scritti che menzionano Krapina risalgono al 1193. Nel Medioevo c'era una fortezza reale, alla base della quale l'insediamento iniziò a svilupparsi. Nel XIV secolo alcune famiglie nobili vi si installarono e Krapina divenne luogo di Libero mercato. La nobile famiglia Keglević acquistò la città nella prima metà del XVI secolo e vi si stabilì nel pieno della turbolenza ottomana in Croazia. 
Le famiglie nobili erano protettrici degli ordini ecclesiastici, tanto che a Krapina, nel XVII secolo, vennero i Francescani che costruirono il loro monastero. Inoltre nel corso del XVIII secolo vennero costruite numerose chiese nel territorio. 
Nel diciannovesimo secolo, durante il risveglio della coscienza nazionale e la fondazione della lingua letteraria croata, a Krapina nacque Ljudevit Gaj, il principale leader del risveglio nazionale croato.

## Monumenti e luoghi d'interesse
- Chiesa della Madonna di Gerusalemme, sorge sulla collina di Trški Vrh, è il capolavoro barocco della regione.
- Chiesa di Santa Caterina e Monastero francescano. Vennero fondati nel 1650 e conserva un'antica biblioteca.
- Parrocchiale di San Nicola. Eretta la prima volta nel 1311, andò distrutta in un terremoto nel XIX secolo. Quella attuale venne riedificata su progetto di Josip Vancaš.
- Museo dell'Uomo di Neanderthal
- Sito archeologico di Krapina